# Metropolia Tunja
Metropolia Tunja – metropolia rzymskokatolicka w Kolumbii utworzona 20 czerwca 1964.

## Diecezje wchodzące w skład metropolii
- Archidiecezja Tunja
  - Diecezja Chiquinquirá
  - Diecezja Duitama-Sogamoso
  - Diecezja Garagoa
  - Diecezja Yopal

## Biskupi
- Metropolita: abp Gabriel Ángel Villa Vahos (od 2020) (Tunja)
- Sufragan: bp Ramón Alberto Rolón Güepsa (od 2025) (Chiquinquirá)
- Sufragan: bp Edgar Aristizábal Quintero (od 2024) (Duitama)
- Sufragan: bp Julio Hernando García Peláez (od 2017) (Garagoa)
- Sufragan: bp wakat (od 2024) (Yopal)

## Główne świątynie metropolii
- Bazylika archikatedralna św. Jakuba Apostoła w Tunja
- Katedra Najświętszego Serca Pana Jezusa w Chiquinquirá
- Bazylika Matki Boskiej Różańcowej w Moniquirá
- Bazylika Matki Boskiej Różańcowej w Chiquinquirá
- Katedra św. Wawrzyńca w Duitama
- Katedra św. Marcina w Sogamoso
- Bazylika Matki Boskiej w Monguí
- Katedra Matki Boskiej Różańcowej z Chiquinquirá w Garagoa
- Katedra św. Józefa w Yopal